# Naționalizare
Naționalizarea (sau etatizarea) este o măsură politică prin care se face un transfer al proprietății private în proprietatea statului, o înlocuire a proprietății private cu proprietatea publică. Este opusul privatizării. 
Această măsură politică este cunoscută din Antichitate și a dat naștere domeniului public în Roma Antică. 
Termenul modern este mai degrabă asociat social-democrației sau naționalismului. Naționalizarea cunoaște epoca sa de aur în Europa între 1945 și 1973, când consensul politic care a urmat celui de-al Doilea Război Mondial este favorabil naționalizării sectoarelor strategice din servicii și industrie.

## Naționalizarea în blocul comunist
O naționalizare masivă a avut loc în toate statele fostului bloc estic, în perioadă comunistă, printre care România (prin Legea nr.119 din 11 iunie 1948), Albania, Polonia, Republica Cehoslovacă, Ungaria, Iugoslavia, Bulgaria, Republica Democrată Germană și URSS (incluzând Rusia și alte provincii sovietice ca Estonia, Letonia, Lituania, Moldova sau Ucraina).
Semantic, termenul de naționalizare a fost folosit voit în mod impropriu de autoritățile comuniste ale vremii, pentru a conferi un caracter propagandistic acțiunii de trecere în proprietatea statului. În realitate, ceea ce s-a întâmplat în comunism a fost o „confiscare”, întrucât nicio compensație materială sau morală nu le-a fost acordată celor cărora li s-au „naționalizat” bunurile.

## Naționalizarea în Europa Occidentală
Însă confiscări de patrimoniu privat au avut loc nu numai în țările conduse de regimuri pe model sovietic, ci și în Occident, acolo unde populațiile și adminstrația postbelică i-au perceput pe deținătorii de capital ca fiind „dușmani”, „străini”, „colaboratori cu regimurile de ocupație” sau doar „profitori de război”: în Franța este bine cunoscut cazul naționalizării-confiscare a companiei Renault. Confiscarea sediului companiei I.G.Farben de către armata americană de ocupație și de către statul german post-nazist (care o va transforma mai târziu în edificiu universitar), este un alt exemplu.